# Michael Scheidweiler
Michael Joseph François Scheidweiler, né le 1er août 1799 et mort le 24 septembre 1861, est un botaniste belge d'origine prussienne qui se spécialisa notamment dans l'étude des cactus. Il collabora à la publication de Flore des serres et des jardins de l'Europe, revue de botanique fondée en 1845 par Louis van Houtte. Il a été le premier à décrire l'espèce type Ariocarpus retusus, à Bruxelles en 1838 d'après la collection d'Henri Guillaume Galeotti.